# Пичек
Пичек (пол. Pyczek) — село в Польщі, у гміні Ліскув Каліського повіту Великопольського воєводства.
Населення — 106 осіб (2011).
У 1975-1998 роках село належало до Каліського воєводства.

## Демографія
Демографічна структура станом на 31 березня 2011 року:
|          | Загалом | Допрацездатний вік | Працездатний вік | Постпрацездатний вік |
| -------- | ------- | ------------------ | ---------------- | -------------------- |
| Чоловіки | 49      | 8                  | 37               | 4                    |
| Жінки    | 57      | 13                 | 32               | 12                   |
| Разом    | 106     | 21                 | 69               | 16                   |